# Magnézium-oxid
A magnézium-oxid (vagy más néven égetett magnézia vagy E530) a magnézium oxigénnel alkotott vegyülete, mely általában fehér por formájában fordul elő. A magnézium és az oxigén között ionos kötés található. A magnézium égetésével könnyen előállítható. A folyamat vakító, fehér láng kíséretével jár. Erősen higroszkópos, ezért nedvességtől elzárt helyen kell tárolni. Vízzel érintkezve magnézium-hidroxiddá (Mg(OH)2) alakul.

## Elnevezés
Az IUPAC szerinti magyar kémiai nevezéktanban magnézium-oxid a neve. Köznapi elnevezése magnézia vagy égetett magnézia. A nyelvújításkori, mára elavult kémiai nevezéktanban a keserűföld, keserföld, keseréleg neveket használták. A VIII. Magyar Gyógyszerkönyvben használt (latin) neve: Magnesii oxidum. Európai uniós élelmiszeradalékanyag-száma: E530. Kozmetikumokon használt (INCI) név: Magnesium Oxide.

## Felhasználása
- a gyógyszeriparban gyomorsavmegkötőként, magnézium bevitelére, valamint rövid távú hashajtóként alkalmazzák (mellékhatásként hányinger léphet fel)
- könyvek védelmére is használható
- egyes elektromos kábelekben szigetelőanyagként alkalmazzák
- olvasztótégelyek bevonataként is használható
- tűzálló építőanyagok fontos összetevője
- elektromos fűtőtestekben is előfordulhat
- megtalálható néhány infravörös optikai eszköz üveganyagában

## Élelmiszeripari alkalmazása
Általában savanyúságot szabályozó anyagként, és csomósodást gátló szerként alkalmazzák. Elsősorban kakaót tartalmazó termékekben, valamint pékárukban fordulhat elő. Napi maximum beviteli mennyisége nincs meghatározva, de nagy mennyiségben hashajtó hatású.

## Egyéb külső források
- https://web.archive.org/web/20060223005425/http://www.npi.gov.au/database/substance-info/profiles/51.html
- http://www.nlm.nih.gov/medlineplus/druginfo/medmaster/a601074.html
- https://web.archive.org/web/20060526045620/http://www.cmmp.ucl.ac.uk/~ahh/research/crystal/mgo.htm
- https://web.archive.org/web/20060628083148/http://www.ceramics.nist.gov/srd/summary/ftgmgo.htm
- https://web.archive.org/web/20071027050115/http://www.electro-optical.com/bb_rad/emissivity/matlemisivty.htm
- http://www.food-info.net/uk/e/e530.htm